# 香港公共房屋

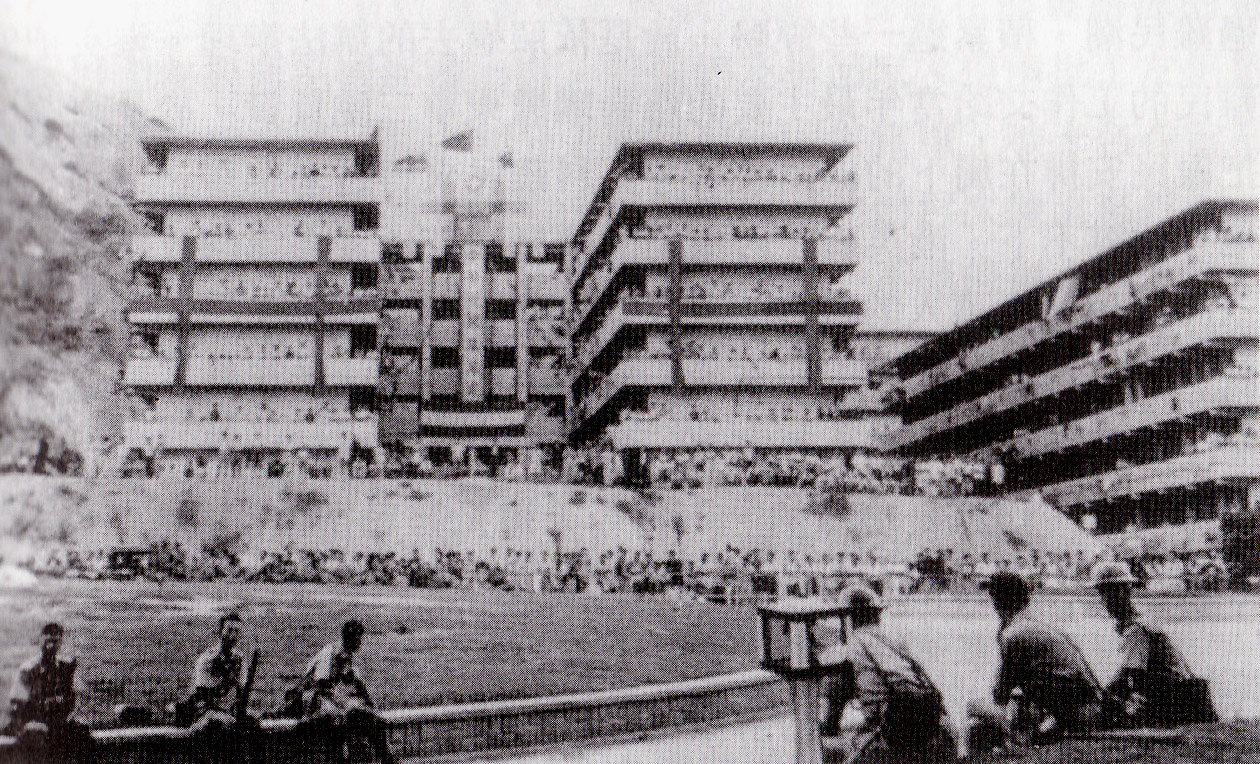
1950年代，香港首個徙置屋邨石硤尾邨

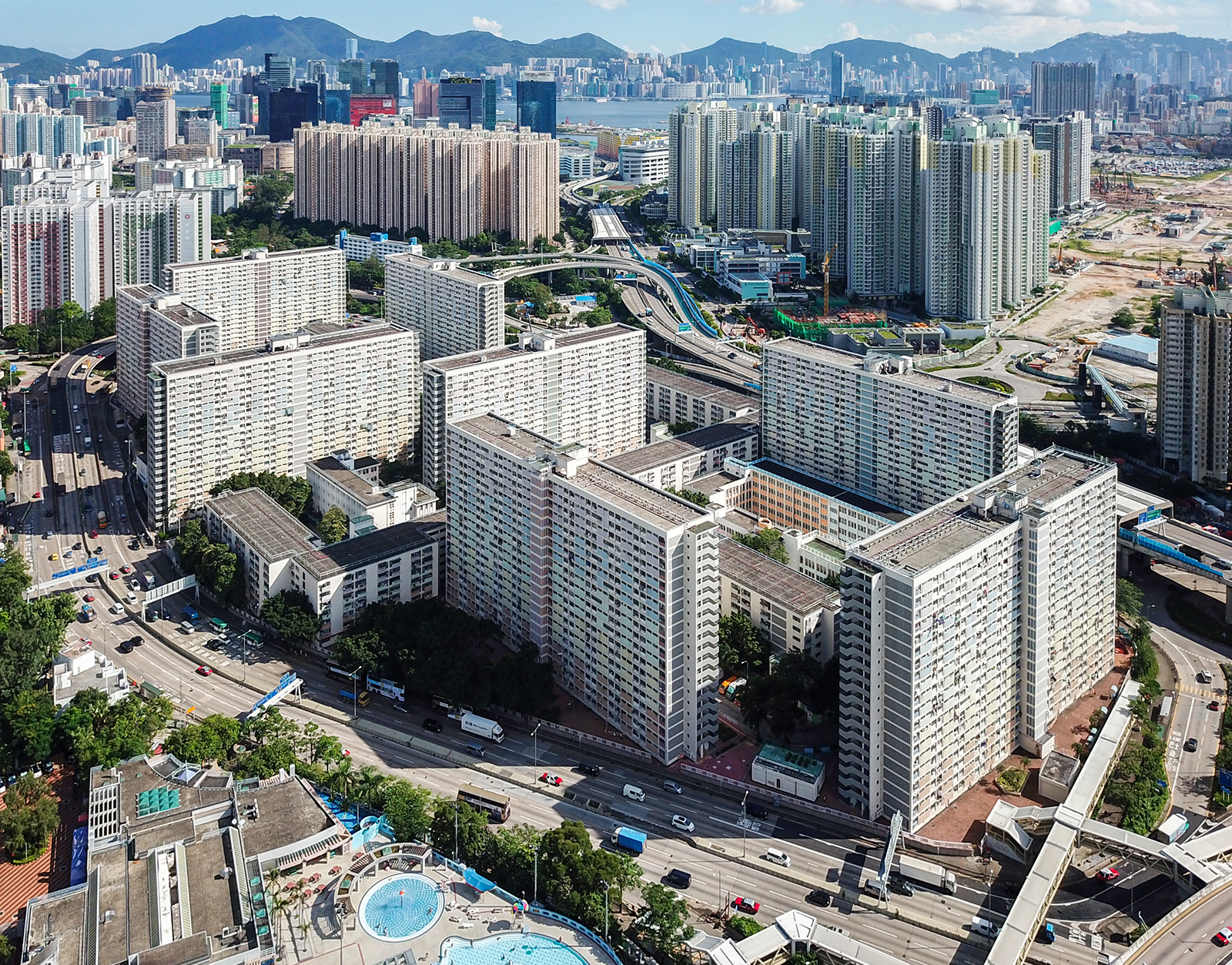
彩虹邨

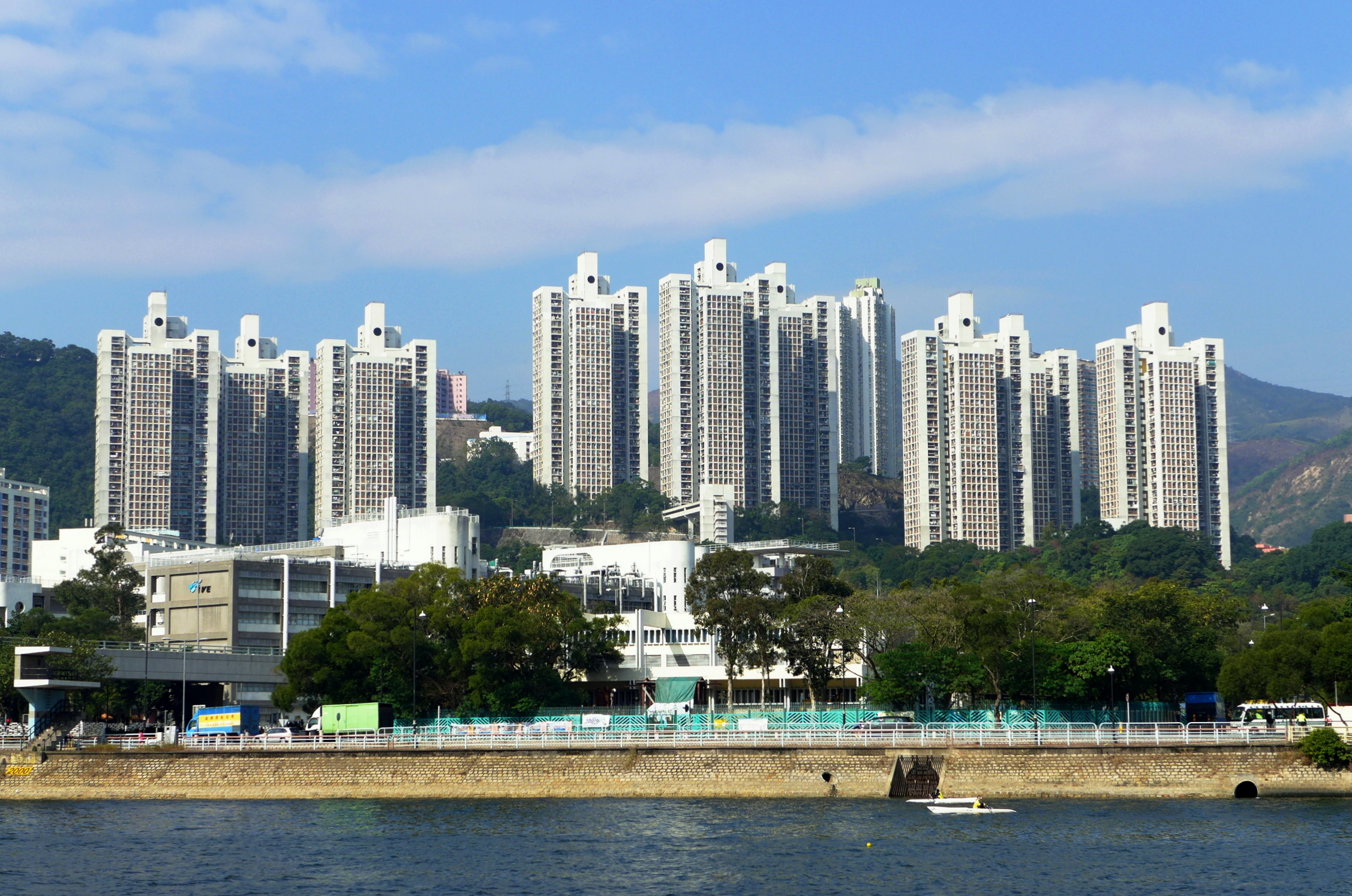
穗禾苑（2014年12月）

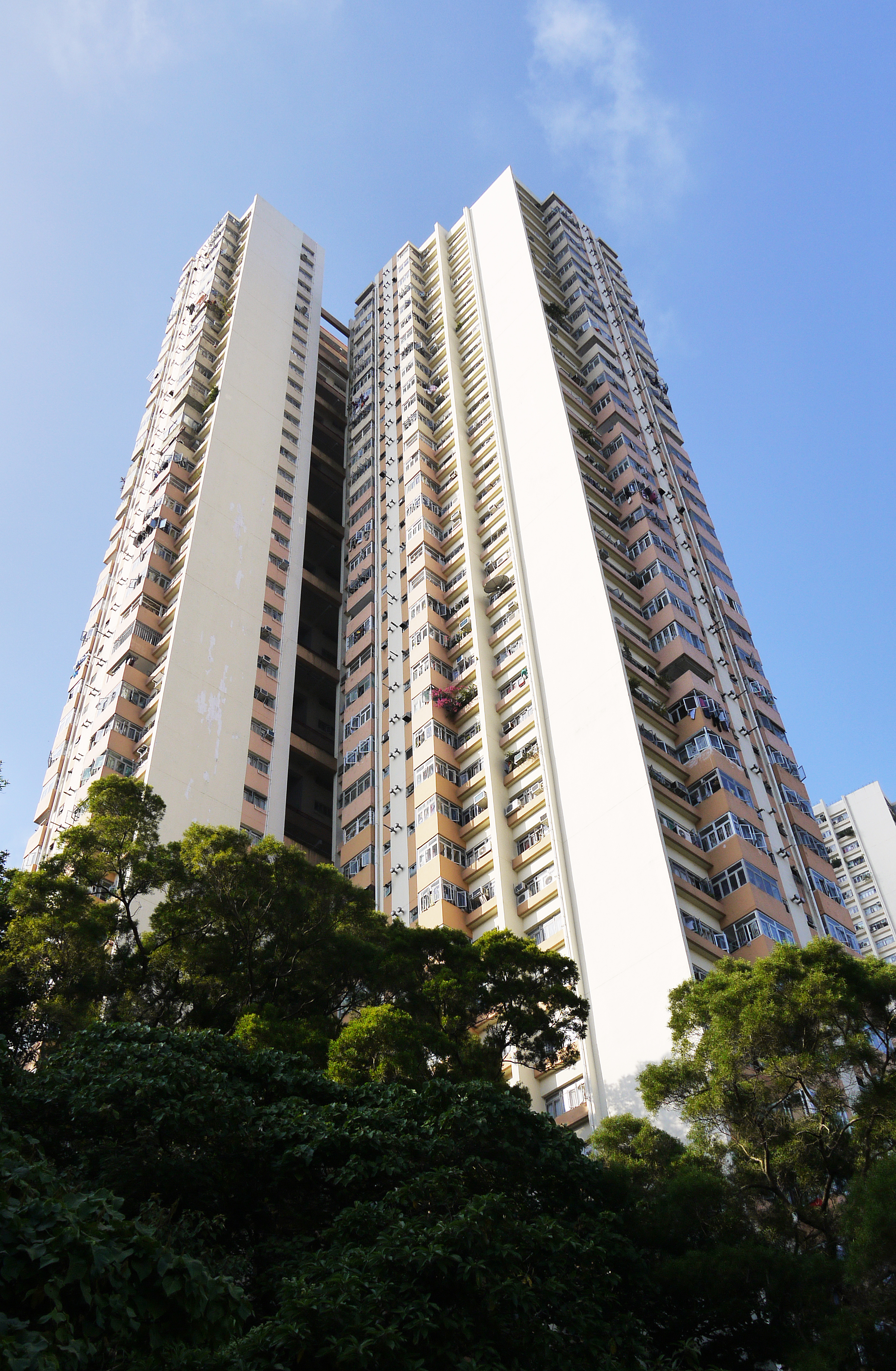
興民邨

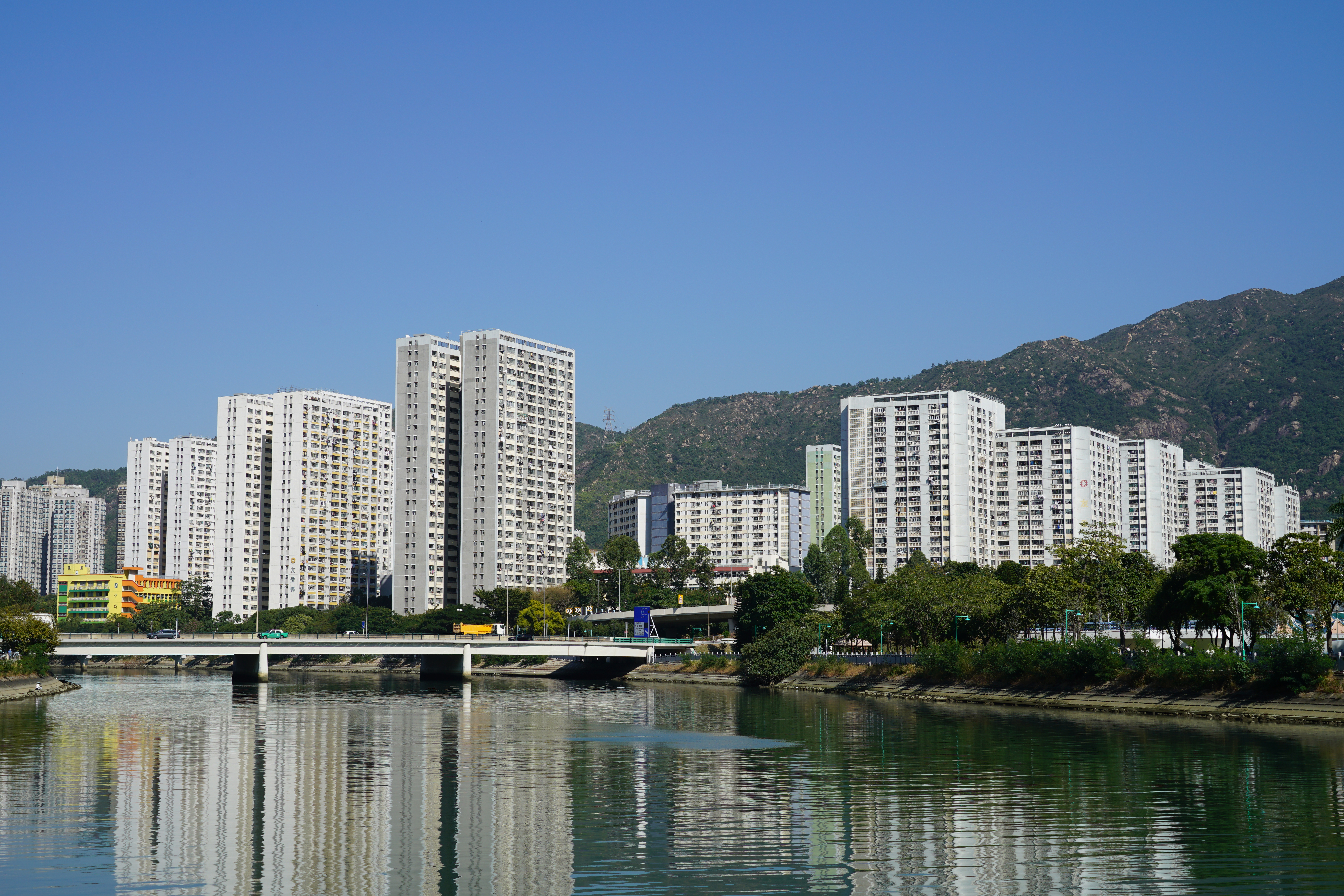
早期新市鎮屋邨友愛邨

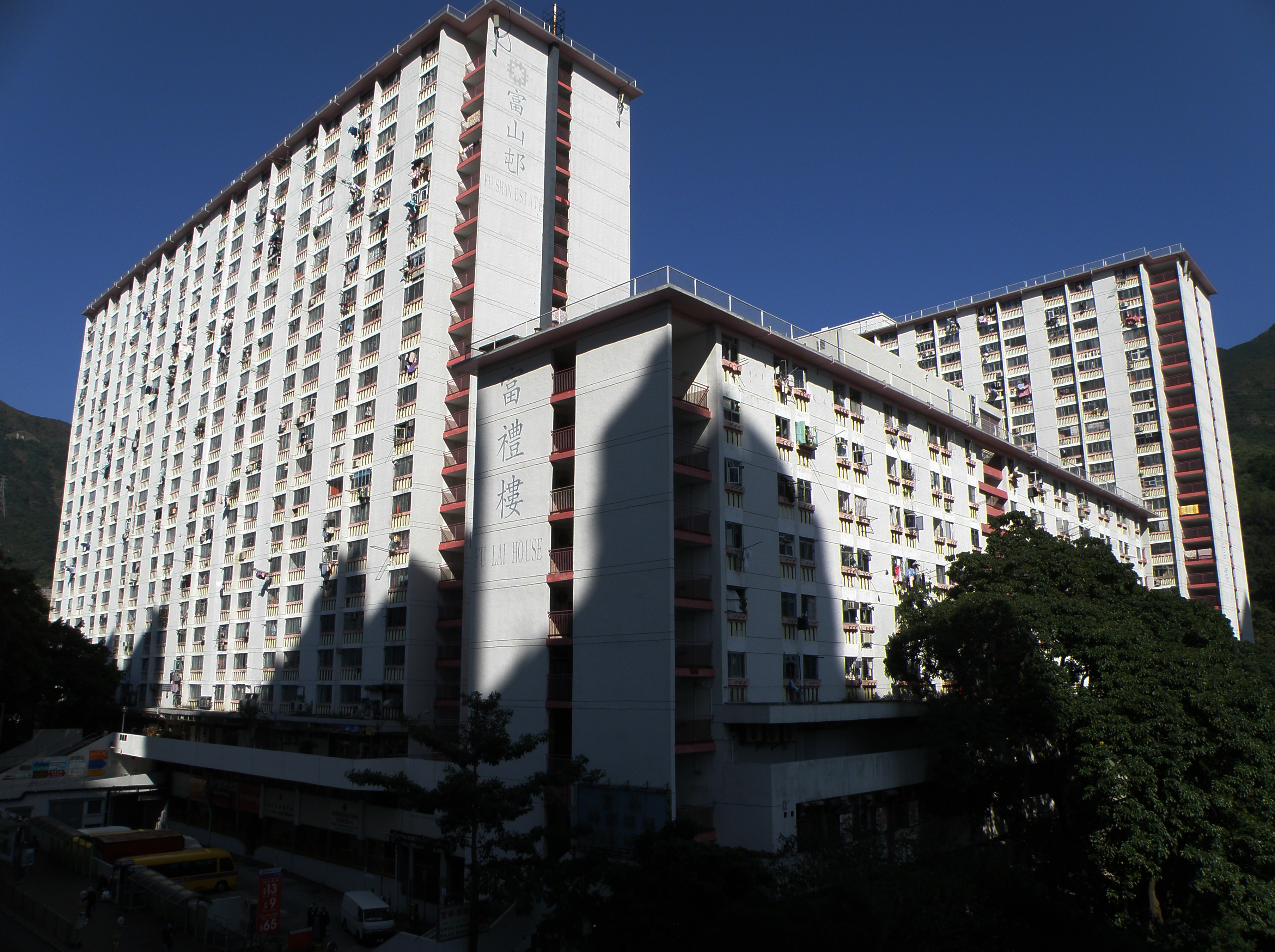
富山邨

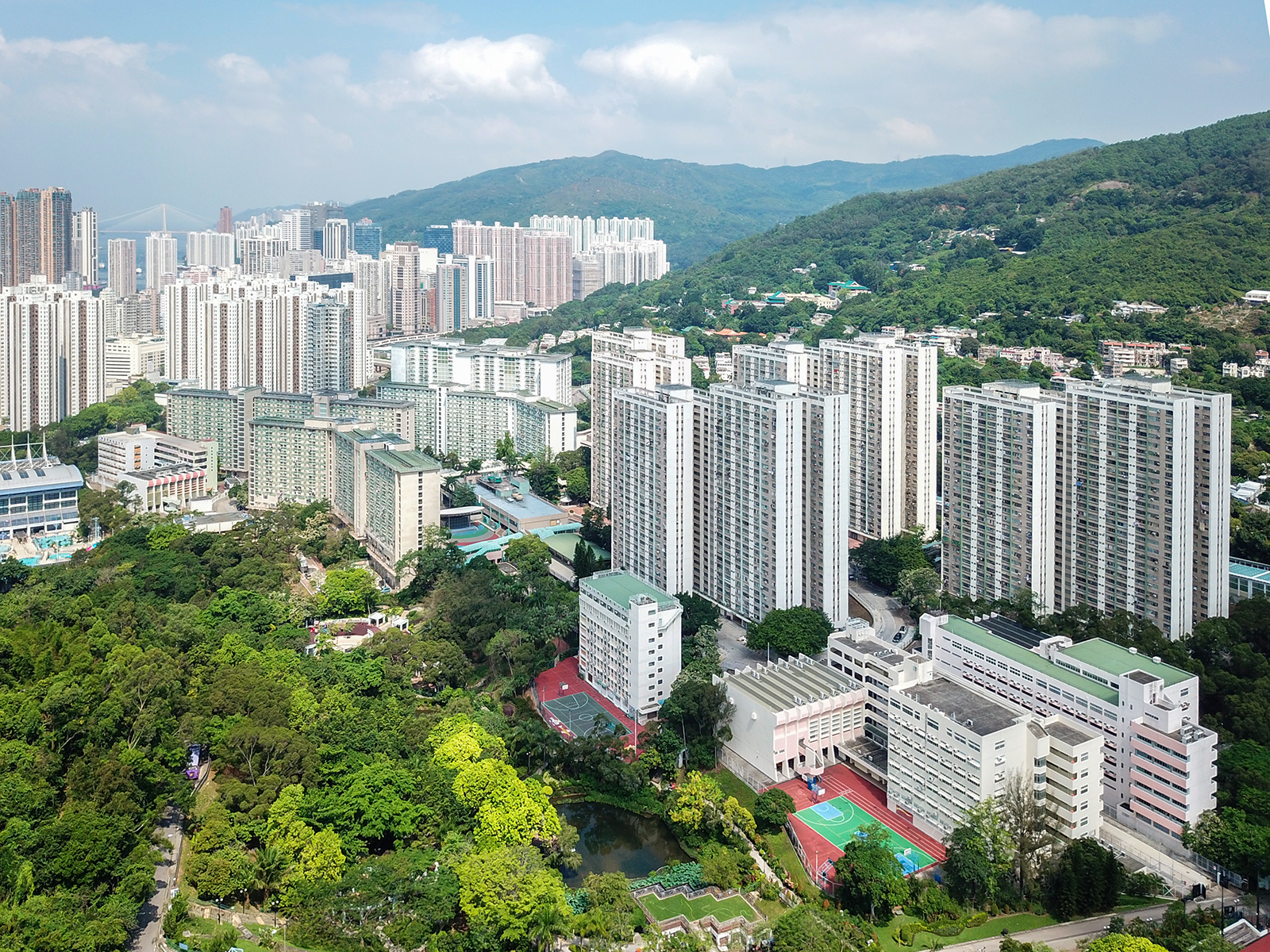
石圍角邨

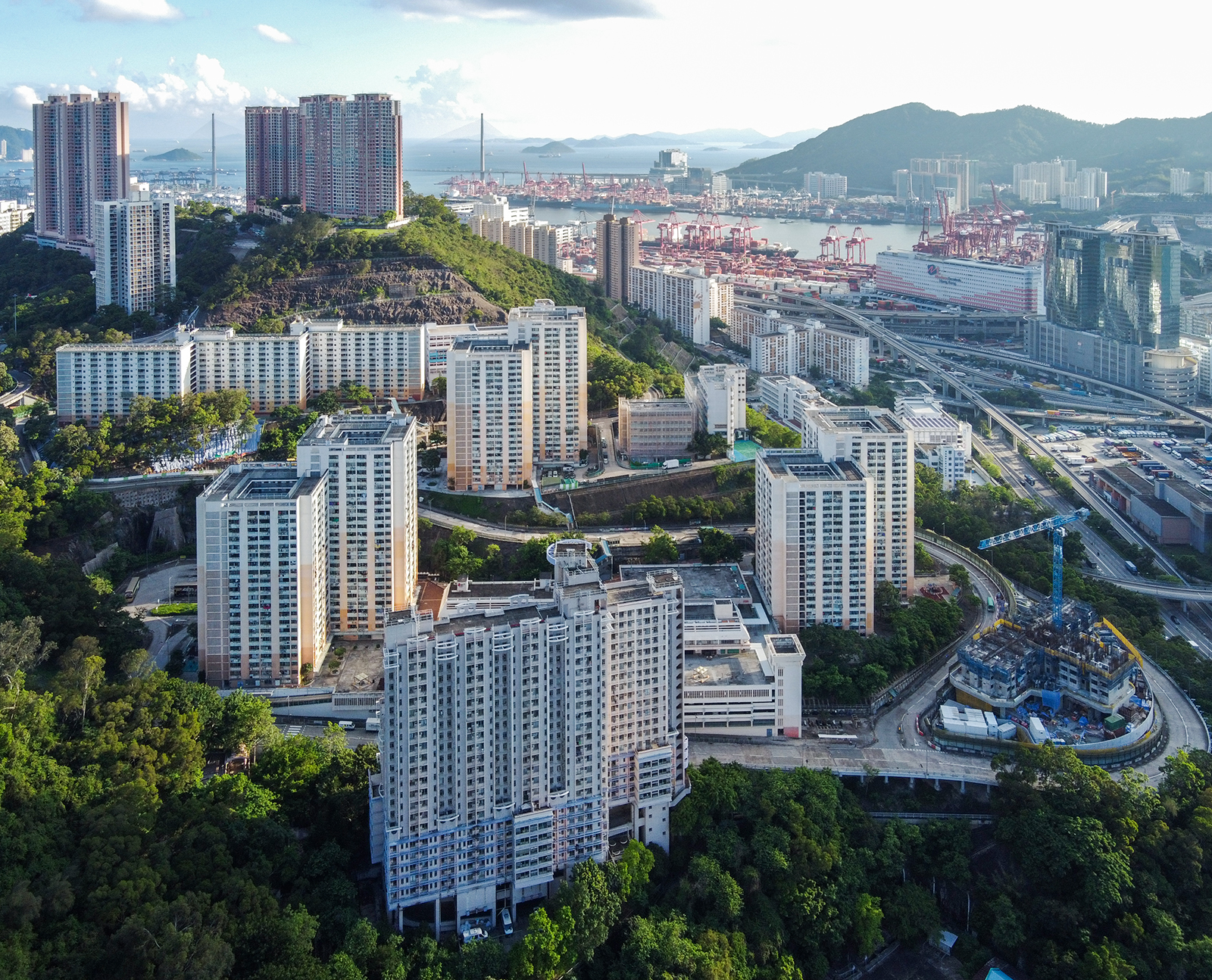
麗瑤邨

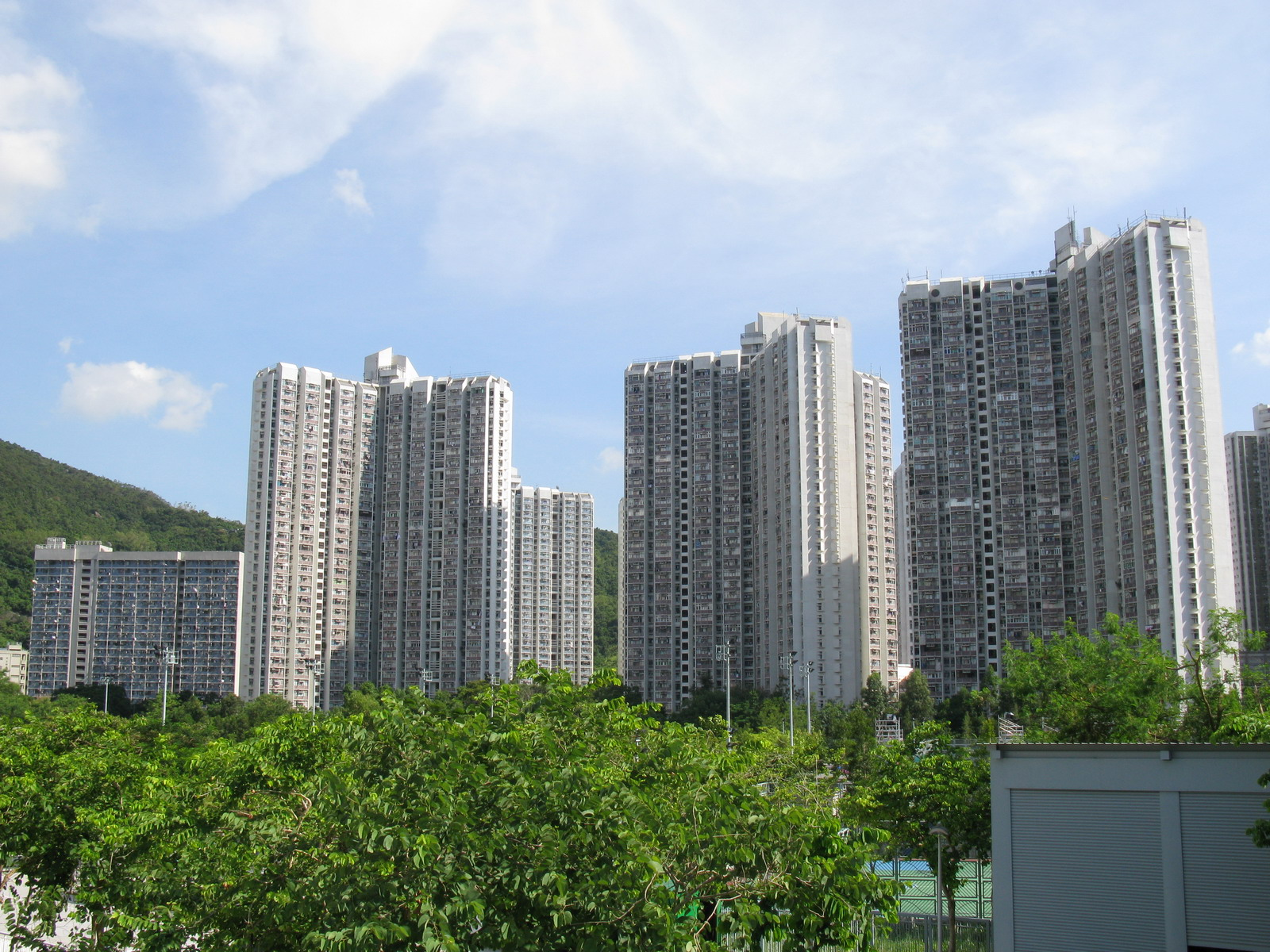
後期新市鎮屋邨恆安邨

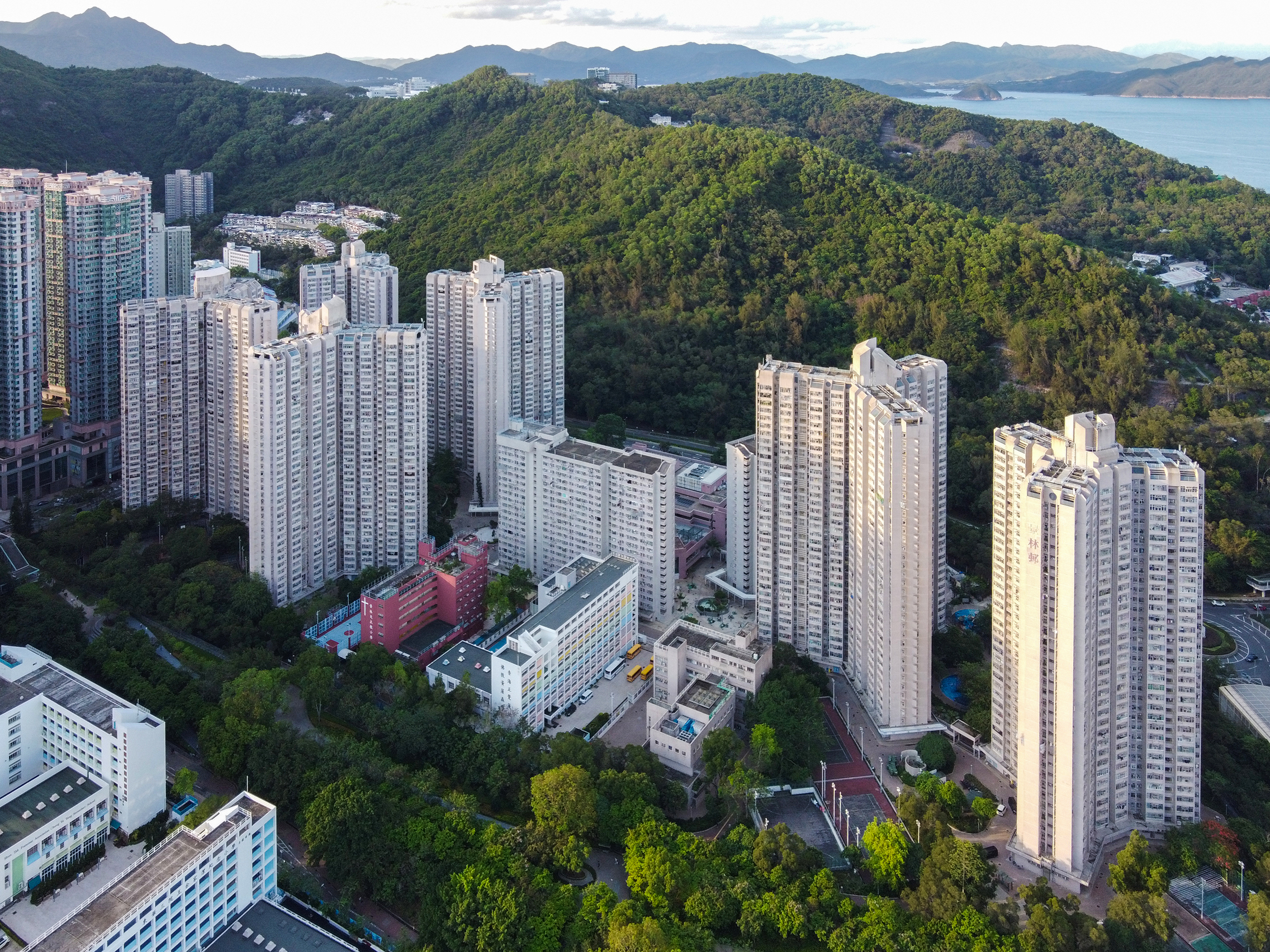
後期新市鎮屋邨景林邨

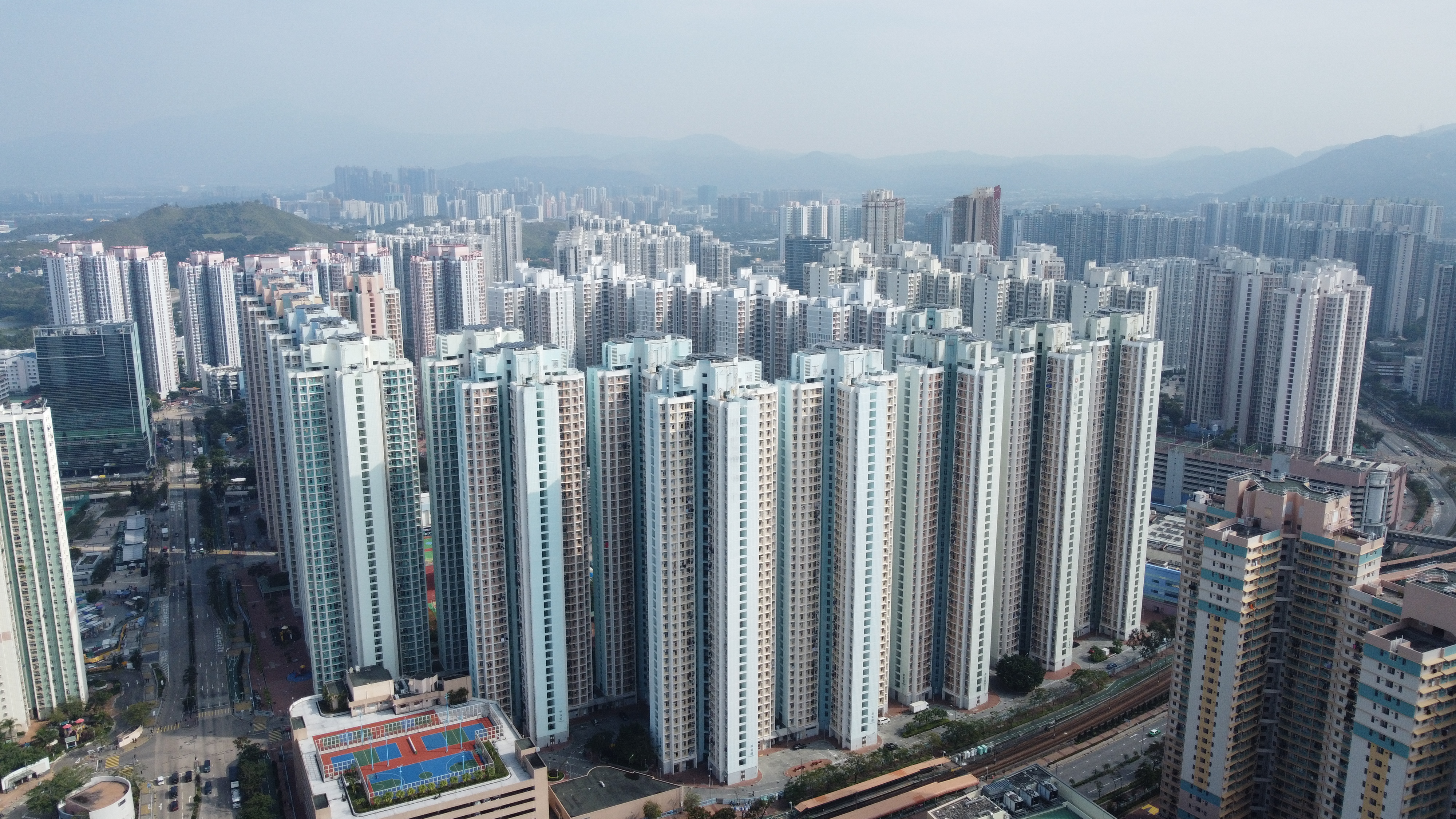
天水圍新市鎮居屋——天富苑

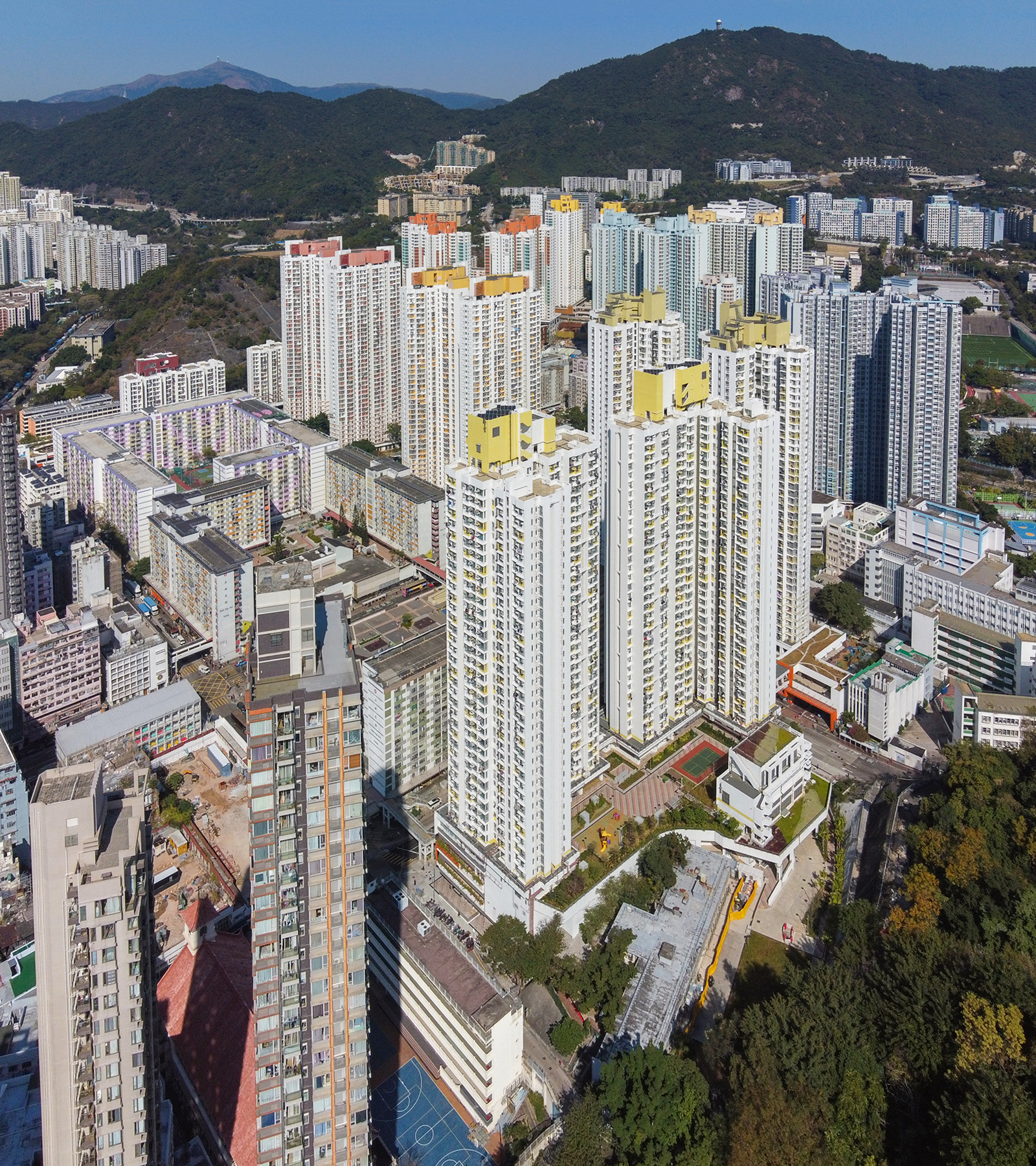
重建後的石硤尾邨（2021年1月）

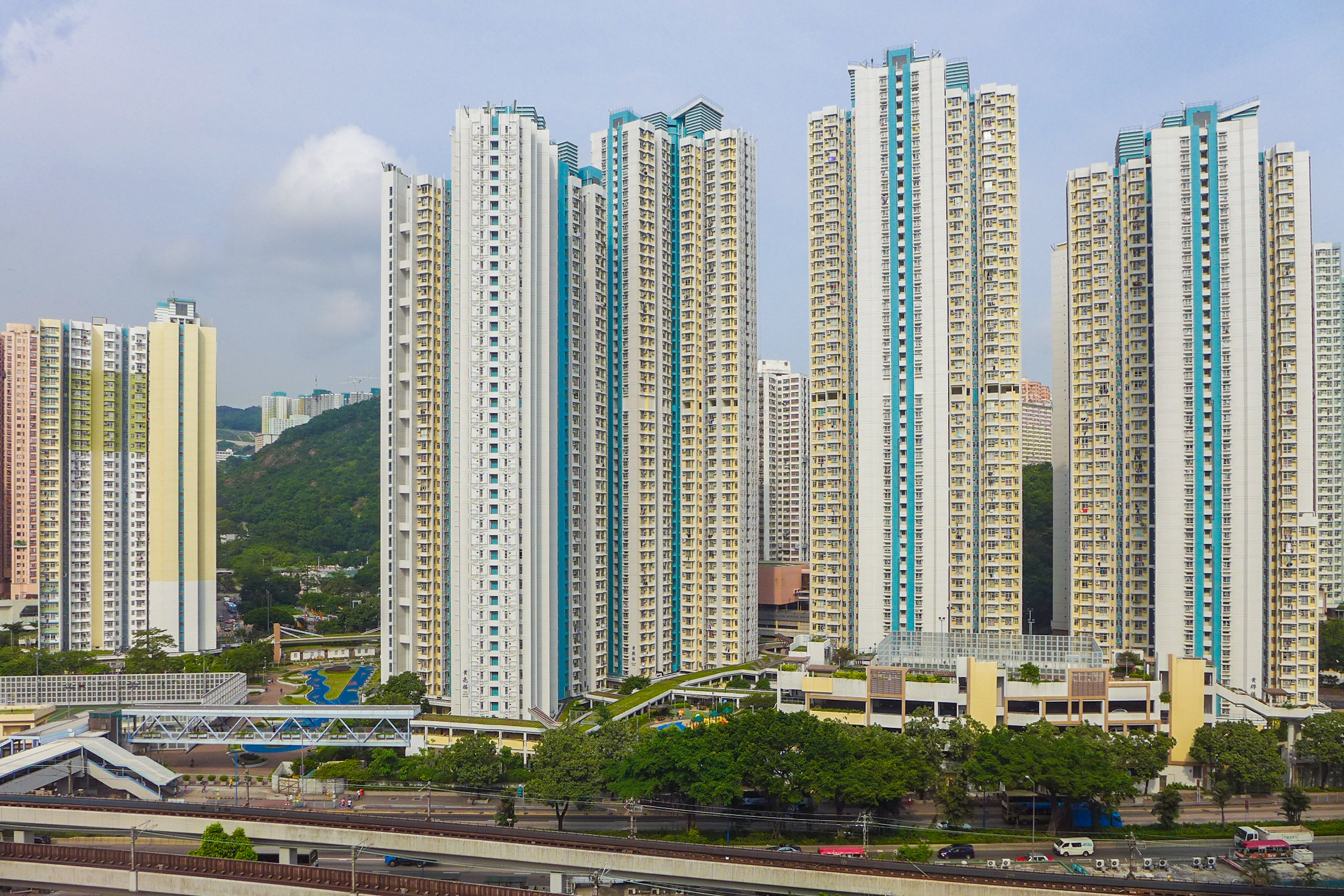
重建後的牛頭角下邨（2017年8月）

香港公共房屋或稱公營房屋，是香港經由政府、公營機構或非牟利機構為低收入市民而興建的公共房屋。香港公共房屋可分為出租永久房屋、資助出售房屋、出租臨時房屋數種，主要由香港房屋協會（房協）及香港房屋委員會（房委會）提供（後者由房屋署管理）。在2018年，居住在各類型公共房屋的市民佔香港人口44.6%（不包括限制期滿，可在市場自由買賣的居住單位）。截至2019年3月底，全港共約有二百萬人居住在位於全港各區約799,000個房委會的出租公屋及中轉房屋單位。 在2020年9月底，約有156,400宗一般租住公屋申請，以及約103,600宗配額及計分制下的非長者一人申請。一般申請者的平均輪候時間為5.6年，當中長者一人申請者的平均輪候時間為3.3年。

## 種類

### 出租公共房屋
- 房委會出租公屋：通稱公共屋邨，簡稱出租公屋（英語簡稱：P.R.H.）是出租予低收入市民的永久公營房屋，由房委會提供，房屋署統一管理。
- 房協出租住宅：由香港房屋協會興建的出租屋邨，但官方並不稱之為「公屋」。
- 「長者安居樂」住屋：由香港房屋協會興建，為中產長者提供集居住、康樂設施及醫療護理於一身的居所，目前有樂頤居及彩頤居兩座[4]。
- 香港平民屋宇有限公司出租屋：只有大坑西邨一個出租屋邨由該機構興建及出租。

### 資助出售房屋
- 房委會租者置其屋計劃公屋：讓公共屋邨租戶以低廉價格購買正在居住的單位，由房委會推出；單位買賣及按揭同樣均有若干限制。此計劃於1998年1月至2005年間曾推出七期、共39個屋邨，及後因「孫九招」而一度終止15年，至2019年政府才開始研究重推，並改善現行屋邨未售單位的出售安排。
- 房委會綠表置居計劃屋苑：，簡稱「綠置居」，旨在為收入較高的出租公屋住戶提供更多的資助出售房屋，以加快出租公屋流轉。此計劃中發售的屋苑由指定的在建出租公屋中抽出，並只限符合居屋綠表定義人士（不包括持有有效「白居二」批准信人士）購買。
- 房委會居者有其屋計劃屋苑：簡稱「居屋」（英語簡稱：H.O.S.）是以比市價略低的價格出售的永久公營房屋。居屋由房委會及經房委會甄選過的私人機構提供，單位在買賣及按揭均有若干限制，例如限制轉售予符合低收入者，而在許可情況下在公開市場轉售則需補地價。後者之出售對象則為中產或以上資產階級的市民。2002年11月，香港政府為挽救樓市，無限期擱置興建新的居屋，直到2011年中央政府為避免香港的房屋問題演變成政治問題，向曾蔭權政府施壓後，[5][6]特區政府始宣布復建居屋。
  - 詳細細分為房委會自行興建居屋、私人機構參建居屋、中等入息家庭房屋計劃屋苑（只有美樂花園）、可租可買計劃屋苑及重建置業計劃屋苑五種類別。
- 房協住宅發售計劃屋苑：由香港房屋協會興建及出售，與房委會居者有其屋屋苑相同。
- 房協資助出售房屋項目屋苑：由香港房屋協會興建及出售，2012年起新建的資助出售屋苑改稱此名，與上述住宅發售計劃屋苑相同。
- 房協夾心階層住屋計劃屋苑：由香港房屋協會興建及出售，簡稱「夾屋」，是出售予中等收入市民（即所謂夾心階層）的住屋，市場定位及售價均較居屋為高。此計劃為收入不足以購買私人樓宇而又超出申請購買居屋及租住公共屋邨的資格的市民解決住屋問題。由於市場情況轉變，夾屋已於2000年停止興建。
- 市建局資助出售房屋計劃屋苑：由市區重建局興建及出售，目前只有煥然壹居一個屋苑的七成單位透過此計劃發售[7]。
- 新世界建好生活出售的私人資助房屋：由《新世界發展》成立的非牟利機構《新世界建好生活》資助的私人居屋項目，以市價五折發售，品質與設計方面與一般的私人屋苑相若，同樣設有私人會所等居民設施。

### 出租臨時房屋
- 中轉房屋：出租臨時公營房屋，為因清拆或天災而要安置及未能即時符合入住永久公營房屋者提供臨時居所。中轉房屋代替已全部清拆的臨時房屋區及平房區。
- 過渡性房屋：房屋局的過渡性房屋專責小組[8]，負責出租過渡性房屋事務，但個別項目是由非政府機構建議和營運的，包括在空置私人住宅樓宇和空置政府處所內提供社會房屋，以及其他由不同非政府機構提出的措施，包括在空置的政府土地和私人土地上採用「組裝合成」的方法興建過渡性房屋，或把空置的非住宅樓宇（例如空置私人校舍或工業大廈）改建成過渡性房屋。
  - 「過渡性房屋」住戶特別津貼試驗計劃[9]，「試驗計劃」為期兩年（即由2023年8月22日至2025年8月21日），已於2023年8月22日開始接受申請。
- 簡約公屋

## 歷史
香港的公營房屋計劃早於1920年代構思，但是因為全球經濟衰退而未有落實；1930年代，肺癆肆虐香港，使到政府重新研究房屋發展的方向，還發表了附有公營房屋設計藍圖的房屋發展建議報告，豈料報告發表後不久，中國抗日戰爭爆發，其後香港更被日軍佔領，計劃再度告吹。
二次大戰結束後，中國大陸再爆發第二次國共內戰，大量中國大陸難民湧入香港，在各地搭建寮屋棲身。政府為鼓勵私人機構或團體能積極建屋，自1946年開始以「私人協約」方式，邀請該等組織提出非牟利建屋方案，獲政府批准後便可透過優惠地價獲得土地來建屋，這個政策除了促使不少建屋合作社的成立外，後來更吸引香港房屋協會、香港模範屋宇會、香港平民屋宇有限公司和香港經濟屋宇協會等機構響應。
1953年聖誕夜深水埗發生石硤尾寮屋區大火，令58,203名災民無家可歸。當時政府為了盡快為災民提供安身之所，便火速在原址附近興建徙置大廈（俗稱七層大廈）。此後，政府又在香港島及九龍各處興建徙置區以吸引居所簡陋，衛生環境較差的木屋居民入住。這些徙置區分布黃大仙、老虎岩、深水埗李鄭屋等地。自此香港政府大量建造公營房屋。

### 廉租屋政策
1954年開始大量興建徙置區，當時的徙置大廈沒有獨立廁所或廚房，在頂層則設有天台小學，方便住在徙置區的兒童上學。後來，政府不斷加建學校（尤其是在較新式的徙置區及新型政府廉租屋邨，興建「火柴盒」小學），天台小學被淘汰，並改建為社區中心等公共設施。1954年，香港模範屋宇會在北角興建模範邨。在1960年代，香港屋宇建設委員會推出廉租屋邨，包括長沙灣蘇屋邨、荃灣福來邨及牛池灣彩虹邨等。1961年，香港平民屋宇有限公司獲香港政府以特惠地價批出土地興建大坑西新邨。1962年開始發展政府廉租屋。

### 十年建屋計劃
港督麥理浩於1972年宣布一項公共房屋計劃，名為「十年建屋計劃」，目的是要在十年內建造足夠的公共房屋單位予一百八十萬居民，並於同年頒布同時適用於新建徙置區及政府廉租屋的「第七型徙置大廈」標準，為統一不同房屋機構及其建築標準作技術上準備。翌年成立香港房屋委員會，取代屋宇建設委員會並統一管理政府出租公共房屋。「十年建屋計劃」改變過去香港政府對房屋建設的態度，由重量變成重質，注意各屋村的設施及環境。同時配合完整的城市發展，重建徙置大廈，積極發展新界的新市鎮，旨在分散人口到新市鎮居住，以解決市區人口過分擠迫形成社會不安定的問題。
於1970年代推行的居者有其屋計劃，為一些沒能力購買私人樓宇的低收入市民資助購買公營房屋，提供出租公共房屋以外的另一種選擇。1978年，首批居者有其屋屋苑正式推出，它們分別是葵涌悅麗苑、觀塘順緻苑、柴灣山翠苑、何文田俊民苑、香港仔漁暉苑及沙田穗禾苑。及後，此計劃再延長5年至1987年。
另有一種公共房屋就是「中等入息家庭房屋計劃」屋苑，只有屯門美樂花園一個。

### 長遠房屋政策
因公營房屋和新市鎮都是政府為中產階級及基層市民而設，對於私人樓宇投資者缺乏吸引力，人口分布和房屋需求仍較集中在市區，令「十年建屋計劃」未能完全達到預期的效果。故政府在1987年重新檢討城市的發展策略，提出「長遠房屋政策」，增加資助購買居屋的機會（例如將部份在建，甚至已完工但未編配的Y型出租公屋大廈改作居屋），擴展重建舊區計劃和充分利用私人樓宇資源。這時候沙田新市鎮、荃灣新市鎮和屯門新市鎮亦完成，隨即發展第二期新市鎮，即馬鞍山新市鎮、將軍澳新市鎮和天水圍新市鎮。及後為了延續政策重建了多棟出租公屋並打造成全新屋苑，但其用地仍屬於香港政府所以與出租公屋別無二致。
雖然新政策能把人口分布到新市鎮，但亦出現了不少問題，例如新市鎮不能吸引投資者及廠家投資，以致新市鎮就業率偏低，居民要回到市區就業，大大增加往返市區和新市鎮的交通負擔，而且新市鎮的配套設施，亦要政府付出龐大的開支，於是在二期新市鎮計劃完成後便停止發展新市鎮，並在1990年代開了「大都會計劃」，又名「回到港口」，把人口重新分配到港口左右的市區，進行大規模填海，興建住宅，以減少龐大公共開支的問題。 
隨著時代變遷，公營房屋類型推陳出新，樓層也越來越高。在1960年代興建的廉租屋大多都只有16層，近年落成的公營房屋樓宇大約有30、40層，最高的更達46層（如旭禾苑、安達邨）。除此之外，香港政府亦推出小家庭單位大廈及長者住宅以應付特別需要。

### 八萬五建屋計劃
八萬五建屋計劃，簡稱八萬五，是時任香港行政長官董建華在1997年度施政報告提出的一項政策。董建華提出每年供應不少於85,000個住宅單位，希望10年內全港七成的家庭可以自置居所，輪候租住公屋的平均時間由6.5年縮短至3年。
這項政策的推出，再加上亞洲金融風暴，使香港樓價一落千丈，普遍私人物業在5年多的時間內貶值70%，很多中產階級成為負資產，受影響更深的是手持多個物業炒賣的香港人及地產商，香港7月1日大量市民上街遊行反對八萬五計劃。
在香港樓市於2000年代後期再度大升之前，「八萬五」政策是董建華被批評多的政策之一，當時不少人認為「八萬五建屋計劃」是樓價下滑的元兇，希望政府修訂這項政策，遏止樓價下跌。

### 孫九招及房委會架構精簡
2002年11月，特區政府宣布「孫九招」政策，即時結束居屋、混合發展、私人參建居屋及房協資助自置居所計劃，並於2005年後終止出售租住公屋（租者置其屋）計劃。隨後，房委會架構亦因而被大幅精簡；至於房委會代建校舍的工作，亦自2005年位於石排灣邨的香港仔聖伯多祿天主教小學落成而終止。
「孫九招」對香港的禍害在推行多年後陸續浮現。梁振英在2012年接任行政長官後，雖然將房屋問題視為「政府施政的重中之重」，但是在其任內出租公屋短缺情況仍然繼續惡化。

### 2010年代各種公營房屋政策的重建
就中央對香港房屋政策作出的警告，時任特首曾蔭權在2012年最後一份施政報告中，正式宣布重推居者有其屋計劃，並於2014年起按年推出單位發售。
而在梁振英接任特首後，旋即將房協轄下的置安心房屋計劃改為等同居屋的資助出售房屋計劃，即重推住宅發售計劃。此外，「長遠房屋策略」亦於其任內重提。
因2019年中爆發「反送中」運動，原政府為平息民憤，擬於同年施政報告中宣布重推租者置其屋計劃，但最後僅宣布改善現存相關屋邨出售安排。

### 設計方向異化
自從2008年房委會推出構件式單位設計後，雖然屋邨環保及綠化表現較傳統設計有所改善，但設計重心卻改以行政部門的方便為本（即「互換性」），導致人均面積反而倒退至Y型大廈的水平，而交樓水平亦無改善，即使是居屋亦然。而在2020年尾，政府更明確表示無意提升建屋設計水平，顯示公營房屋的設計不再從用家角度出發。
| 年      | 出租公屋 | 出售資助房屋                                              | 數字來源 |
| ------- | -------- | --------------------------------------------------------- | -------- |
| 1997    | 23,900   | 22,300                                                    | [ 16 ]   |
| 1998    | 14,000   | 21,000                                                    | [ 17 ]   |
| 1999    | 30,000   | 18,000                                                    | [ 18 ]   |
| 2000    | 42,500   | 17,420                                                    | [ 19 ]   |
| 2001    | 51,000   | 23,000                                                    | [ 20 ]   |
| 2002    | 20,200   | 12,800 （部份不會出售而改為其它用途）                     | [ 21 ]   |
| 2003    | 11,600   | 04,500 （已建成的居者有其屋項目暫停出售，或改作其它用途） | [ 22 ]   |
| 2004    | 21,000   | 00,000                                                    | [ 23 ]   |
| 2005    | 25,000   | 00,000                                                    | [ 24 ]   |
| 2006    | 04,400   | 00,000                                                    | [ 25 ]   |
| 2007    | 07,400   | 00,000                                                    | [ 26 ]   |
| 2008    | 26,400   | 00,000                                                    | [ 27 ]   |
| 2009    | 19,000   | 00,000                                                    | [ 28 ]   |
| 2010    | 06,400   | 00,000                                                    | [ 29 ]   |
| 2010/11 | 12,000   | 00,000                                                    | [ 30 ]   |
| 2011/12 | 11,200   | 00,000                                                    | [ 31 ]   |
| 2012/13 | 13,100   | 00,000                                                    | [ 32 ]   |
| 2014    | 05,630   | 00,000                                                    | [ 33 ]   |
| 2015    | 11,500   | 11,500                                                    | [ 34 ]   |
| 2016    | 22,000   | 22,000                                                    | [ 35 ]   |
| 2017    | 14,040   | 14,040                                                    | [ 36 ]   |

### 大事記
- 1948年：香港房屋協會成立
- 1953年：石硤尾大火
- 1954年：開始興建徙置區
- 1954年：香港模範屋宇會興建之模範邨落成
- 1958年：香港屋宇建設委員會興建廉租屋邨
- 1961年：香港平民屋宇有限公司興建之大坑西邨落成
- 1962年：推出政府廉租屋計劃
- 1973年：香港房屋委員會成立：接收所有政府廉租屋邨、屋建會的廉租屋邨和所有徙置大廈。推行十年建屋計劃
- 1976年：居者有其屋計劃推出（第一期在1978年出售）
- 1985年：26座問題公屋醜聞事件
- 1987年：長遠房屋策略
- 1995年：夾心階層住屋計劃
- 1997年：八萬五建屋計劃
- 1998年：租者置其屋計劃推出
- 1998年：香港長遠房屋策略白皮書
- 2001年：居屋第23期乙因樓市下跌而被取消，所有擬於此期發售屋苑轉作出租公屋
- 2002年：政府發表公營房屋架構檢討及有關房屋政策的聲明，終止興建及出售居屋
- 2005年：領展房地產投資信託基金在香港聯合交易所上市；同年，租者置其屋計劃最後一期推出
- 2011年：整體重建計劃隨牛頭角下邨完成清拆而終結，除極少數大廈外基本上所有徙置區均已拆卸
- 2012年：政府重新推展居者有其屋計劃（第一期在2014年出售）
- 2014年：第二次長遠房屋策略
- 2015年：公營房屋食水含鉛超標醜聞事件
- 2016年：綠表置居先導計劃（2018年常規化，易名綠表置居計劃）
- 2019年：政府宣布改善租者置其屋計劃，以加快售出現存未售單位
- 2022年：最後一批徙置大廈（石籬中轉房屋）清拆

## 評論
有學者認為，石硤尾大火是香港公共房屋發展的分水嶺事件；也有學者認為，香港政府對公共房屋的投入，實為1950年代以來一個不斷學習的過程。
香港公共房屋的發展，起因非單是政府仁慈施政，也有方便管治（去除市民不滿）等等政治考慮。香港公共房屋的發展，既壓低基層生活負擔、又提供穩定廉價勞工促進出口工業的發展、還有利可圖（包括：政府透過清理寮屋，獲得大量的土地以作發展）；是政府對社會資源的重新分配工具，也是對整體社會的直接投資，更是經濟收益的來源。香港公共房屋的發展，回應當代市民的生活需求，亦順應社會發展的需要，構成香港文化部份（如：屋邨文化）。
由於政府自1970年代麥理浩上任開始，就一直不斷興建公營房屋，使香港政府成為了全世界最大的業主，擁有總值最高的物業。因此，有不少學者及地產商人批評政府的公屋計劃干預自由市場，違反積極不干預的政策，令政府背負太多的財政負擔之餘，亦使地產商無利可圖。他們認為住宅應由私人企業以市場需求主導興建。不過，持相反意見者認為，香港過去數十年來正是因為地產商透過不斷抬高地產物業的售價來增加自己的收入，已經使香港的私人物業超過一般人可以承擔的範圍。若不是政府一直插手干預的話，地產市場早已崩潰。直到現在，有關爭議仍未平息。

## 另見
- 地產霸權
- 補地價
- 香港公共房屋紀錄列表
- 香港資助出售房屋列表
- 香港私人屋苑列表
- 香港公共屋邨列表
- 居者有其屋計劃
- 租者置其屋計劃
- 綠表置居計劃
- 重建置業計劃
- 市區改善計劃
- 住宅發售計劃
- 可租可買計劃
- 夾心階層住屋計劃
- 中等入息家庭房屋計劃（僅有美樂花園）
- 置安心資助房屋計劃
- 土地發展公司
- 新加坡組屋
- 澳門經濟房屋[39]
- 中華人民共和國經濟適用房
- 耕者有其田